# Grb Slavonskog Broda
Grb Grada Slavonskog Broda ima oblik polukružnog štita. Na plavome preko srebrne/bijele grede zlatna/žuta čaplja s ribom u kljunu i rotulusom (svitkom) u podignutoj desnoj nozi. U gornjem desnom kutu pet šesterokrakih zlatnih/žutih zvijezda (tri, dva). Ako se grb upotrebljava s nazivom grada, naziv se nalazi polukružno ispod štita. 
Grb se nalazi u sredini zastave Grada Slavonskog Broda koja je bijele boje.
Opisan riječima on izgleda ovako: u močvarnom tlu stoji bijela čaplja ili sveždir (žabogut), Egretta alba - Linne), koja gleda u pet šestokrakih zlatnih zvijezda koje ju zaštićuju svojim jakim sjajem pod kojim potamnjuje srebrni stari mjesec, turski grb, uzmičući natraške. Pozadina je daleka i ovijena u plavom nebu. Noge i kljun su crveno-svježe.
Defigurativnim tumačenjem taj grb predstavlja (pticu močvaricu) da su Brođani doseljenici koji su se postavili protiv Turčina, čiji je grb zlatni mlađak, ali on tamni te je slabiji i obojen je srebrno dok su pet šestokrakih zvijezda zlatne boje. Pet zvijezda predstavlja brodske bastione sagrađene na močvarnom tlu i štite bijelu čaplju ili žaboguta koji sve proždire i pobjeđuje. Šestokrake zvijezde znače da je bastione osnovao car, ili točnije princ, Eugen Savojski, čija je zvijezda šestokraka pa je pogrešno da je brodski grb u sebi ikada imao petokrake zvijezde, koje su znak Otomanskog Carstva, a u 19. stoljeću francusko-talijanskih narodnih heraldičkih dekoracija te u 20. stoljeću komunističke ideologije.

## Galerija
- Zastava Grada Slavonskog Broda

## Vanjske poveznice
- Simboli grada, službene stranice Grada Slavonskog Broda